# ونیز (ایلینوی)
ونیز، ایلینوی (به انگلیسی: Venice, Illinois) یک شهر در ایالات متحده آمریکا با جمعیت ۱٬۸۹۰ نفر است که در ایلی‌نوی واقع شده‌است.

## موقعیت جغرافیایی
موقعیت جغرافیایی شهرها و مناطق اطراف به شرح زیر است: